# Xã Clay, Quận White, Arkansas
Xã Clay (tiếng Anh: Clay Township) là một xã thuộc quận White, tiểu bang Arkansas, Hoa Kỳ. Năm 2010, dân số của xã này là 870 người.